# Mănăstirea Velusa
Mănăstirea Velusa este un monument istoric din Macedonia de Nord. Hramul mănăstirii este Théotokos Éléousa (Născătoarea de Dumnezeu cea Milostivă), care a dat și numele satului Veljusa⁠(en)[traduceți] (în albaneză Velusa), situat la ca. 7 km de Strumița.